# Малая береговая ласточка
Ма́лая берегова́я ла́сточка, или бурогорлая береговая ласточка, Малая ласточка (лат. Riparia paludicola) — вид воробьиных птиц из семейства ласточковых (Hirundinidae).

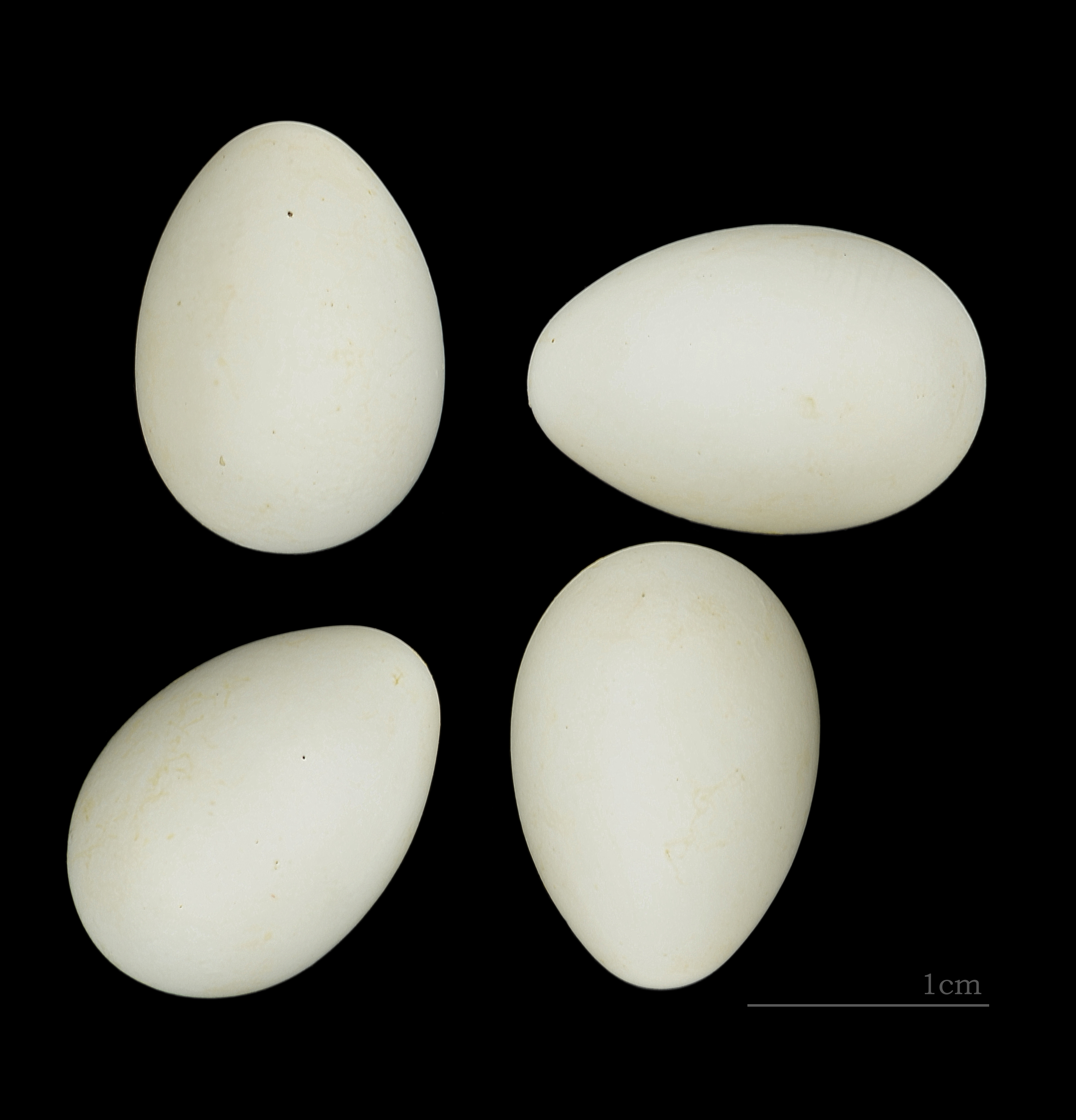
Riparia paludicola

Небольшая перелётная птица птица мельче воробья, обитающая в Африке и Юго-Восточной Азии в долинах рек с обрывистыми берегами. Питаются насекомыми, которых ловят на лету.
Окраска верхней стороны тела буровато-серая, нижняя сторона тела беловатая, хвост почти не имеет вырезки.
Издаёт негромкое щебетание.
Птицы держатся колониями, для гнёзд ласточки роют норы на береговых обрывах. Самка откладывает от 2 до 6 белых яиц. Насиживают птенцов оба родителя в течение 18—22 суток.